# أنورثوسيس فاماغوستا
نادي أنورثوسيس فاماغوستا لكرة القدم (باليونانية: Ανόρθωσις Αμμοχώστου (Ποδόσφαιρο) Δημόσια ΛΤΔ)‏، نادي كرة قدم قبرصي تأسس في 30 يناير 1911، لعب في موسم 2008/2009 في دوري أبطال أوروبا، يدربه المدرب الجورجي تيموري كيتسبايا.

## إنجازات النادي
| النوع | المسابقة                     | البطولات | السنوات |
| ----- | ---------------------------- | -------- | --- |
| محليا | الدوري القبرصي الدرجة الأولى | 13       | 1949–50، 1956–57، 1957–58، 1959–60، 1961–62، 1962–63، 1994–95، 1996–97، 1997–98، 1998–99، 1999–2000، 2004–05، 2007–08 |
| محليا | كأس قبرص                     | 11       | 1948–49، 1958–59، 1961–62، 1963–64، 1970–71، 1974–75، 1997–98، 2001–02، 2002–03، 2006–07, 2020–21 ‏                    |
| محليا | كأس السوبر                   | 6        | 1962, 1995, 1998, 1999, 2000, 2007                                                                                    |